# Cadwalader Ringgold
Pour les articles homonymes, voir Ringgold.
Cadwalader Ringgold (20 août 1802 - 29 avril 1867) était un officier de la marine américaine (US Navy) qui a servi dans l'expédition d'exploration des États-Unis (United States Exploring Expedition), puis a dirigé une expédition dans le Nord-Ouest et, après avoir pris sa retraite, a repris du service pendant la guerre de Sécession.

## Biographie

### Jeunesse et début de carrière
Cadwalader Ringgold est né le 20 août 1802 dans le comté de Washington, Maryland, à Fountain Rock, le domaine familial de 18 000 acres (7 300 ha). Sa mère était Maria Cadwalader (1776-1811), fille de John Cadwalader (1742-1786), général pendant la guerre d'Indépendance américaine. Certaines sources orthographient son prénom avec deux "l". Son père était Samuel Ringgold, un homme politique du Maryland qui a plus tard siégé à la Chambre des représentants des États-Unis. Il avait un frère aîné, Samuel Ringgold, un officier de l'armée appelé "le père de l'artillerie moderne" et qui mourut lors de la bataille de Palo Alto. Cadwalader était le sixième d'une famille de 11 enfants, le plus jeune de sa mère, qui est décédée par la suite. Son père s'est remarié et a eu cinq autres enfants de sa seconde épouse.
Ringgold est entré dans la marine américaine (US Navy) en 1819 et a commandé la goélette USS Weazel dans la lutte contre les pirates des Antilles à la fin des années 1820. Il devient lieutenant le 17 mai 1828 et sert cette année-là sur le Vandalia dans l'océan Pacifique. Il sert ensuite sur l'Adams en Méditerranée.

### Expédition d'exploration des États-Unis
De 1838 à 1842, il est le troisième commandant de l'United States Exploring Expedition dans le Pacifique, commandant le Porpoise à partir de 1840 à l'invitation du chef du projet, Charles Wilkes. Il effectue des relevés de l'Antarctique, de la côte sud-américaine, des îles Tuamotu, des Tonga, de la Nouvelle-Zélande et de la côte nord-ouest du Pacifique de l'Amérique du Nord.
Lorsque l'expédition se rend aux Fidji, elle capture Vendoni, un chef des îles qui avait incité certains Fidjiens à capturer et à manger 11 membres d'équipage d'un navire sept ans auparavant. Peu après, des Fidjiens de l'île de Malolo tendent une embuscade et tuent deux officiers populaires de l'expédition, et les Américains se vengent. Le navire de Wilkes s'échoue sur le côté nord de l'île, mais Ringgold conduit 80 hommes depuis le côté sud. Les femmes et les enfants sont épargnés, mais environ 87 Fidjiens sont tués avant que les autres ne se rendent. Deux villages sont détruits.
L'expédition visite la Californie cet été-là. Le 19 août 1841, Ringgold dirige un groupe de 60 hommes qui explore le bassin versant de la baie de San Francisco pendant 20 jours. Le groupe se rend à peu près jusqu'à Colusa, en Californie. Ringgold, qui rentre à New York peu après le reste de l'expédition, est parti trois ans et onze mois en mer. Lui et son équipage ont parcouru 153 000 km et n'ont perdu que deux hommes.

### Autres expéditions
Ringgold est promu commandant le 16 juillet 1849 et entreprend l'étude définitive de la région de la baie de San Francisco, dont l'importance a été soudainement accrue par la découverte d'or dans la région. L'enquête débute en août 1849, Ringgold commandant le brick affrété Col. Fremont.
Après les relevés en Californie, Ringgold aide les responsables de la marine à choisir l'emplacement d'un chantier naval pour la station de la marine dans le Pacifique. Ce chantier deviendra plus tard le Mare Island Navy Yard. En 1851, il publie A Series of Charts with Sailing Directions (Une série de cartes avec des instructions de navigation). Avec le commodore Matthew Perry et d'autres, Ringgold siège en août 1852 au conseil d'examen des aspirants de l'Académie navale américaine d'Annapolis.
C'est peut-être à cette époque que Ringgold acquiert un buste du politicien du parti whig Henry Clay, probablement par admiration.
En 1853, il prend le commandement des cinq navires de l'expédition d'exploration et d'arpentage du Pacifique Nord (North Pacific Exploring and Surveying Expedition), également connue sous le nom d'« expédition Rodgers-Ringgold », avec le Vincennes comme navire amiral, mais au cours de l'expédition, en juillet 1854, il contracte la malaria et est renvoyé chez lui, selon au moins une source .

Nathaniel Philbrick, dans son livre Sea of Glory sur l'expédition d'exploration américaine, écrit que dans la dernière expédition, Ringgold "commença à agir étrangement" une fois en Chine, gardant ses navires au port et "réparant sans cesse ses navires". Le commodore Perry, qui participait à sa propre expédition, navigua et convoqua une commission officielle qui releva Ringgold du commandement de l'expédition et le renvoya chez lui. Philbrick cite Perry qui déclare Ringgold "fou". John Rodgers se voit confier le commandement de l'expédition et l'achève.
Un conseil de médecins de la marine convoqué par Perry déclare Ringgold inapte au service actif et il est inscrit sur la liste de réserve le 13 septembre 1855. Ringgold se rétablit en quelques semaines et demande bientôt son retour au Congrès. N'ayant pas obtenu gain de cause, il fait appel auprès d'une cour d'enquête et réussit finalement à réintégrer la liste active le 23 janvier 1858 (avec effet rétroactif au 2 avril 1856), après une campagne de plus de deux ans.
Au cours des années suivantes, il travaille à Washington, sur les cartes de la North Pacific Exploring and Surveying Expedition, dont certaines ont été utilisées par la marine américaine au cours de la Seconde Guerre mondiale (les cartes de la United States Exploring Expedition ont également été utilisées au cours de cette guerre).

### La guerre civile et l'après-guerre
Ringgold retourne à la flotte avec le grade de capitaine pendant la guerre de Sécession. Le 1er novembre 1861, alors qu'il commande la frégate Sabine, il sauve un bataillon de 400 Marines du Maryland dont le navire à vapeur Governor est en train de couler lors d'une violente tempête près de Port Royal, en Caroline du Sud.
En février 1862, il participe à la recherche et au sauvetage du navire de ligne Vermont qui a perdu son gouvernail dans une tempête. Pour ces sauvetages, Ringgold reçoit des félicitations de la législature du Maryland et du Congrès américain, ainsi qu'une médaille d'or de la Life Saving Benevolent Association.
Promu commodore le 16 juillet 1862, il est envoyé (toujours sur le Sabine) pour naviguer aux Açores, aux îles du Cap-Vert, sur la côte brésilienne, puis pour retourner à New York dans une recherche infructueuse du raider confédéré CSS Alabama, de novembre 1862 à février 1863. Au milieu de l'année 1863, Ringgold est chargé de rechercher (toujours sans succès) aux environs des Bermudes, puis sur la côte de la Nouvelle-Angleterre, la barque Tacony, un autre raider confédéré.
Pour des raisons d'âge, il est mis à la retraite le 20 août 1864 et inscrit sur la liste des contre-amiraux (retraités) en 1866 (une promotion accordée à tous les commandants d'escadrilles). À sa retraite, il vit au 18 East Eighteenth Street (à Union Square) à New York. Ringgold, qui ne s'est jamais marié, meurt d'une apoplexie à New York le 29 avril 1867.
Quelques jours plus tard, alors que la fanfare des Marines joue la Marche funèbre de Saul, 400 Marines et les voitures du cortège funèbre quittent la résidence de Ringgold et descendent Broadway jusqu'à la Trinity Church (église de la Trinité) de Manhattan. Les amiraux Farragut, Bell, et Stringham, ainsi qu'un certain nombre de généraux, étaient présents. La dépouille de Ringgold est transportée par train au cimetière de Green Mount (Green Mount Cemetery) à Baltimore, où il repose à côté de la tombe de son frère, le major Samuel Ringgold.

## Hommage
Deux destroyers de la marine américaine ont été nommés en son honneur : USS Ringgold (DD-89) et USS Ringgold (DD-500).
La "rue Ringgold" à San Francisco, en Californie, porte son nom, mais la rue en question est orthographiée " Ringold ".
L'écrivain Ring Lardner est un autre homonyme. Le contre-amiral James Lawrence Lardner était un ami de Ringgold. Il a nommé son fils "Ringgold Wilmer Lardner", et le frère de James a donné exactement le même nom à son fils, d'après le cousin du nouveau-né. Ring Lardner n'aimait pas son nom et l'a raccourci, mais il a "perdu la bataille" lorsque son fils, Ring Lardner Jr. a été nommé d'après lui.

## Source
- (en) Cet article est partiellement ou en totalité issu de l’article de Wikipédia en anglais intitulé « Cadwalader Ringgold » (voir la liste des auteurs).
- (en)  Cet article contient du texte publié par le Dictionary of American Naval Fighting Ships dont le contenu se trouve dans le domaine public. La référence peut être lue ici.